# (1404) Ajax
Pour les articles homonymes, voir Ajax.
(1404) Ajax est un astéroïde troyen de Jupiter. Il a été découvert le 17 août 1936 par l'astronome allemand Karl Wilhelm Reinmuth à Heidelberg.
Son nom fait référence au héros grec Ajax. 
Sa désignation provisoire était 1936 QW.

## Caractéristiques
Il partage son orbite avec Jupiter autour du Soleil au point de Lagrange L4, c'est-à-dire qu'il est situé à 60° en avance sur Jupiter.
Les calculs d'après les observations de l'IRAS lui accordent un diamètre d'environ 82 kilomètres.
Sa distance minimale d'intersection de l'orbite terrestre est de 3,748250 ua.